# دوچرخه‌های کنیون
دوچرخه‌های کنیون (انگلیسی: Canyon Bicycles) یک شرکت دوچرخه‌سازی در کشور آلمان است.
این شرکت در سال ۲۰۰۲ تأسیس شده در شهر کوبلنتس قرار دارد، تیم‌های مطرحی همچون تیم موویستار از دوچرخه‌های شرکت کنیون استفاده میکنند.

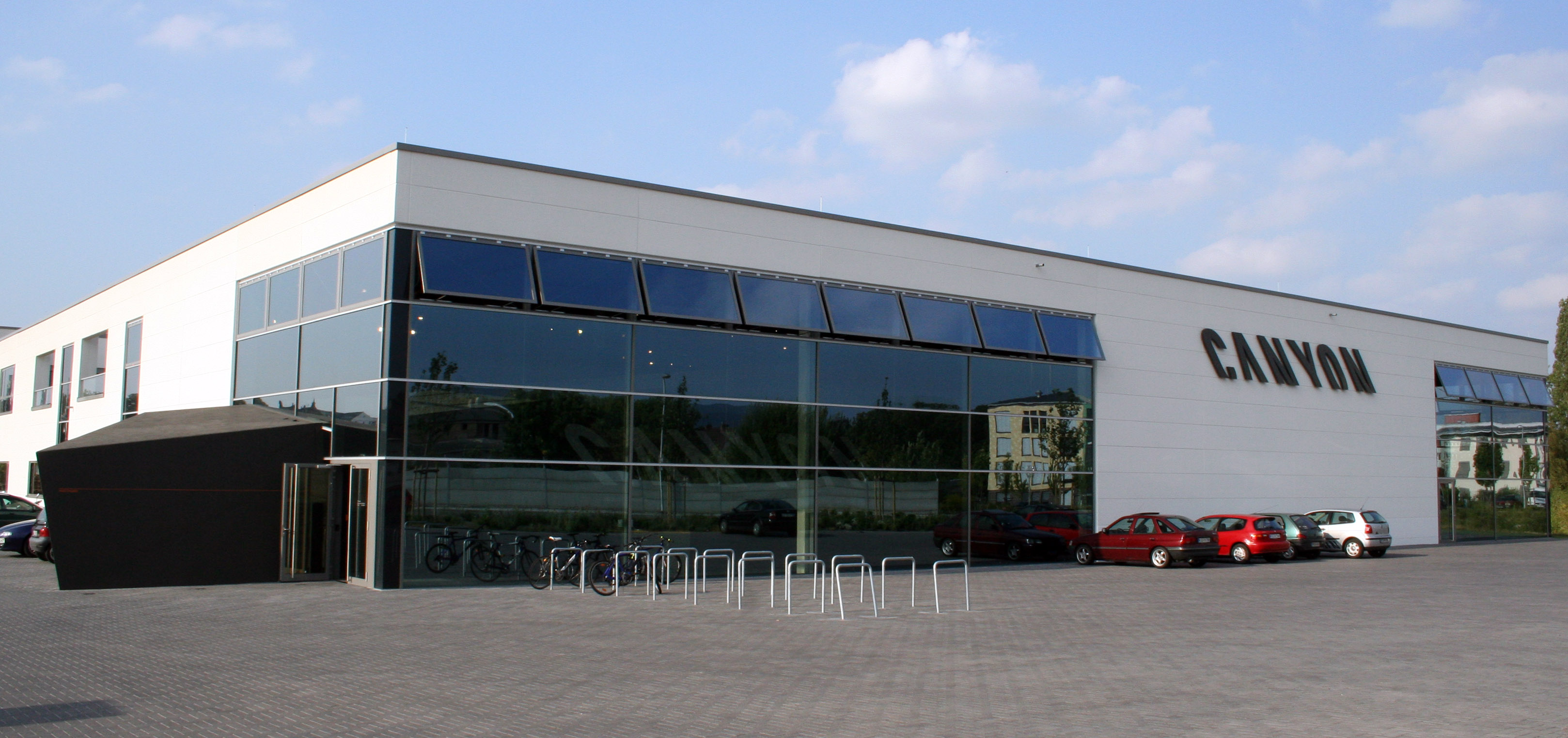
ساختمان شرکت کنیون